# Frederick Richards
‎Almirante da Frota‎‎ ‎‎Sir Frederick William Richards‎‎ (‎‎30 de novembro de 1833 - 28 de setembro de 1912) foi um oficial ‎‎da Marinha Real‎‎ britânica. Ele comandou um remo durante a Segunda Guerra do ‎‎Ópio‎‎ em 1860 e, como oficial sênior no ‎‎Cabo da Boa Esperança e na Costa Oeste da Estação da África,‎‎ele desembarcou na costa da África do Sul com uma pequena ‎‎brigada naval‎‎ que liderou na Batalha ‎‎de Gingindlovu‎‎ e no ‎‎Cerco de Eshowe‎‎ em abril de 1879 durante a ‎‎Guerra Anglo-Zulu.‎‎ Ele participou ‎‎da Batalha de Laing's Nek‎‎ em janeiro de 1881 durante a ‎‎Primeira Guerra dos Bôeres‎‎ e, como comandante-em-chefe da ‎‎Estação das Índias Orientais,‎‎ organizou e equipou uma ‎‎brigada naval‎‎ para apoiar o avanço britânico até o ‎‎rio Irrawaddy‎‎ em novembro de 1885 durante a ‎‎Terceira Guerra Anglo-Birmanesa.‎‎ Ele passou a ser ‎‎primeiro-ministro naval‎‎ e nesse papel liderou um enorme programa de construção naval e obras navais realizado de acordo com as disposições da Lei de ‎‎Defesa Naval de 1889.‎‎ O programa teve oposição do primeiro-ministro ‎‎William Gladstone,‎‎ que estava preocupado com seu vasto custo e que renunciou após uma derrota do Gabinete sobre ele em março de 1894. O programa continuou sob os governos de ‎‎Lord Rosebery‎‎ e, em seguida, ‎‎Lord Salisbury‎‎ e Richards permaneceram no cargo conduzindo o programa durante toda a turbulência política.‎